# Alexander Sergejewitsch Sobolew
Alexander Sergejewitsch Sobolew (russisch Александр Сергеевич Соболев, englisch Aleksandr Sergeyevich Sobolev; * 7. März 1997 in Barnaul) ist ein russischer Fußballspieler, der beim Erstligisten Zenit St. Petersburg unter Vertrag steht. Der Stürmer ist ehemaliger russischer U21-Nationalspieler.

## Karriere

### Verein
Der in Barnaul geborene Alexander Sobolew entstammt der Nachwuchsarbeit des lokalen Vereins Dynamo Barnaul. Zur Saison 2016/17 wechselte der Stürmer in die Jugend des Erstligisten Tom Tomsk, wo er im November 2016 erstmals im Spieltagskader der ersten Mannschaft gelistet war. Sein Debüt in der höchsten russischen Spielklasse bestritt er am 5. Dezember 2016 (17. Spieltag) bei der 0:1-Auswärtsniederlage gegen den FK Ufa. In der Folge etablierte er sich als Stammspieler in der Mannschaft. Am 10. April 2017 (22. Spieltag) gelang ihm ein 2:2-Unentschieden gegen Rubin Kasan. In dieser Spielzeit erzielte er in 13 Ligaspielen drei Tore und stieg mit dem Verein in die zweitklassige Perwenstwo FNL ab. Dort traf er in der nächsten Saison 2017/18 bis zur Winterpause in 24 Ligaeinsätzen sechs Mal.
Am 29. Dezember 2017 wurde der Wechsel Sobolews zum Ligakonkurrenten Krylja Sowetow Samara bekanntgegeben, wo er mit einem Vierjahresvertrag ausgestattet wurde. Sein Debüt bestritt er am 4. März 2018 (26. Spieltag) beim 3:1-Auswärtssieg gegen den FK Dynamo Sankt Petersburg, als er in der 57. Spielminute für Sergei Samodin eingewechselt wurde und in der Schlussphase das letzte Tor des Spiels erzielte. Am 7. April (31. Spieltag) markierte er beim 5:1-Heimsieg gegen die zweite Mannschaft von Spartak Moskau einen Hattrick. Bei den Flügeln der Sowjets verbesserte er seine Torquote stark, war Stammspieler in der Rückrunde und stieg mit dem Verein in die Premjer-Liga auf. Insgesamt gelangen ihm in dieser Spielzeit für seinen neuen Verein in 12 Ligaspielen acht Tore.
In der höchsten russischen Spielklasse tat sich Sobolew in der folgenden Saison 2018/19 jedoch schwer. Er traf bis zur Winterpause in 12 Ligaeinsätzen nur einmal und verlor obendrein seinen Stammplatz. Am 2. Februar 2019 wurde er bis zum Ende der Spielzeit zum Ligakonkurrenten FK Jenissei Krasnojarsk ausgeliehen, der sich zu dieser Zeit auf dem letzten Tabellenplatz befand. Sein Debüt gab er am 3. März 2019 (18. Spieltag) beim 1:1-Unentschieden gegen den FK Rostow, als er in der 73. Spielminute für Dmitri Jattschenko eingewechselt wurde. Er startete in den nächsten Ligaspielen regelmäßig und schoss sein erstes Tor am 25. April (25. Spieltag) beim 2:1-Heimsieg gegen den FK Orenburg. Sobolews drei Tore und eine Vorlage in 10 Ligaspielen brachten seinem Leihverein jedoch nichts und Jenissei Krasnojarsk musste als Tabellenschlusslicht den Abstieg antreten.
Alexander Sobolew kehrte zur nächsten Saison 2019/20 nach Samara zurück und erlebte einen hervorragenden Start. Am 1. Spieltag schoss er seine Mannschaft mit einem Doppelpack zum 2:0-Heimsieg gegen den ZSKA Moskau. Sein Verein fand sich jedoch frühzeitig im Abstiegskampf wieder und Sobolew konnte in den nächsten Ligaspielen einige wichtige Tore erzielen. Bis zur Winterpause gelangen ihm in 18 Ligaeinsätzen zehn Tore und drei Vorlagen, womit er zu den besten Scorern der Liga zählte.
Mit seinen Leistungen erweckte Sobolew das Interesse von russischen Spitzenvereine, aber auch ausländische Klubs interessierten sich im Saisonverlauf für den Stürmer. Am 30. Januar 2020 wechselte er auf Leihbasis für die restliche Spielzeit zum Ligakonkurrenten Spartak Moskau. Der Hauptstadtverein sicherte sich zusätzlich eine Kaufoption in Höhe von 4,5 Millionen Euro. Sein Debüt absolvierte er am 29. Februar 2020 (20. Spieltag) beim 2:0-Auswärtssieg im Derby gegen den FK Dynamo Moskau, in dem ihm eine Torvorlage gelang. Während der Zwangspause aufgrund der COVID-19-Pandemie gab Spartak bekannt, dass die Kaufklausel gezogen wurde und der Stürmer zum 1. Juli 2020 einen Vierjahresvertrag antreten wird. Beim 3:2-Auswärtssieg gegen Arsenal Tula am 20. Juni (23. Spieltag) erzielte er sein erstes Tor im Trikot der Krasno-belyje.

### Nationalmannschaft
Am 7. September 2018 bestritt Alexander Sobolew beim 1:1-Unentschieden gegen die ägyptische U23-Nationalmannschaft sein Debüt für die russische U21-Nationalmannschaft, als er in der Halbzeitpause für Ilja Schiguljow eingewechselt wurde. Einige Tage später kam er noch in einem weiteren Spiel zum Einsatz, wurde anschließend aber nicht mehr berücksichtigt.
Im Oktober 2019 wurde er im Rahmen des Qualifikationsspiels zur Europameisterschaft 2021 gegen Zypern als Ersatz für den verletzten Fjodor Smolow erstmals für die A-Nationalmannschaft nominiert, wurde in dieser Partie aber nicht berücksichtigt. Zur Europameisterschaft 2021 wurde er in den Kader Russlands berufen, kam aber mit diesem nicht über die Gruppenphase hinaus.

## Erfolge
- Premjer-Liga Spieler des Monats: Juli 2019